# Horia Cristian
Horia Cristian (n. 31 august 1963

) este medic primar chirurg, coordonator al centrului de politraumatologie "Casa Austria" din cadrul Spitalului Clinic Județean de Urgență  "Pius Brînzeu" Timișoara.
A deținut două mandate de  deputat român, în Parlamentul României,  ales în 2008 și 2012 din partea Partidului Național Liberal, în Timișoara, Colegiul I. A ocupat funcțiile de secretar al Comisiei de Sănătate și Familie din Camera Deputaților în mandatul 2008-2012 și respectiv vice-președinte al Comisiei de Sănătate și Familie din Camera Deputaților în mandatul 2012 - 2016.
A ocupat funcția de Președinte-Director General al Casei Județene de Asigurări de Sănătate Timiș în perioada 2006 - 2008.
A ocupat funcția de Director Cercetare-Dezvoltare a Spitalului Clinic județean de Urgență Timișoara în perioada 2005-2006.
Membru al corpului didactic al UMF "Victor Babeș " Timișoara din anul 1992.